# ميشيل أبيتلوب
ميشال أبيتبول (بالعبرية: מיכאל אביטבול - بالإنجليزي : Michel Abitbol) ولد 14 أبريل 1943، المغرب. هو المؤرخ اليهودي الإسرائيلي، أستاذ ورئيس قسم الدراسات الأفريقية في جامعة العبرية في القدس يعتبر خبيرًا في تاريخ يهود شمال إفريقيا.  وهو أيضًا المدير العلمي لمركز الأبحاث حول اليهود المغاربة ، الذي تأسس في القدس عام 1994. يكتب كتبه ودراساته باللغة الفرنسية.
من 1978 حتى 1981 ومن 1987 حتى 1994 كان مدير معهد بن تسفي في القدس.